# The Swinging Blue Jeans
The Swinging Blue Jeans (рус. Свингинг блю джинс) — британская мерсибит-группа, образовавшаяся в Ливерпуле, Англия, в 1960 году (поначалу как Blue Jeans) и оставшаяся в истории, в основном, благодаря исполнению хита американского певца Чена Ромеро «Hippy Hippy Shake», за которым последовали (имевшие умеренный успех) синглы «Good Golly Miss Molly», «You’re No Good» и «Don’t Make Me Over» (ознаменовавший последнее появление квартета в чартах в 1966 году). Несмотря на ограниченный коммерческий успех, The Swinging Blue Jeans, согласно Allmusic, считались одной из сильнейших ливерпульских групп «Британского вторжения» середины 1960-х годов.
В 1968 году The Swinging Blue Jeans потеряли контракт с EMI, переименовались в Music Motor, затем вернули себе старое название и продолжали выступать (в нередко менявшемся составе) вплоть до самого последнего времени. В начале 2010 года основатель коллектива Рэй Эннис объявил о том, что покинет сцену по окончании текущего турне, которое завершилось 30 мая.

## История группы
УЧАСТНИКИ:
- Рэй Эннис — Вокалист, гитарист
- Ральф Эллис — Гитарист
- Норман Хафтон — Гитарист
- Лес Брэйд — Басист, клавишник
- Норман Кулке — Барабанщик
- Джон Э. Картер — Вокалист, гитарист
- Терри Сильвестр — Вокалист, гитарист
- Колин Мэнли — Гитарист
- Джон Райан — Барабанщик
- Брюс Маккаскилл — Гитарист, вокалист
- Майк Грегори — Бас гитарист
- Кенни Гудлэсс — Барабанщик
- Мик МакКанн — Барабанщик
- Фил Томпсон — Барабанщик
- Хедли Вик — Гитарист
- Алан Ловелл — Гитарист
- Джефф Баннистер — Клавишник, вокалист
- Пит Оукмэн — Басист, вокалист

## Дискография

### Альбомы
- 1964: Blue Jeans A Swinging
- 1964: Hippy Hippy Shake
- 1965: Hey Hey Hey Hey
- 1966: The Swinging Blue Jeans: La Voce Del Padrone
- 1973: Hippy Hippy Shake
- 1974: Brand New & Faded
- 1985: Dancin'
- 1986: Shake! The Best Of The Swinging Blue Jeans
- 1993: Hippy Hippy Shake: The Definitive Collection

### Синглы

#### The Swinging Blue Jeans
- «It’s Too Late Now»/«Think of Me» (1963)
- «Do You Know»/«Angie» (1963)
- «Hippy Hippy Shake»/«Now I Must Go» (1963)
- «Good Golly Miss Molly»/«Shaking Feeling» (1964)
- «You’re No Good»/«Don’t You Worry About Me» (1964)
- «Promise You’ll Tell Her»/«It’s So Right» (1964)
- «It Isn’t There»/«One of These Days» (1964)
- «Make Me Know You’re Mine»/«I’ve Got a Girl» (1965)
- «Crazy 'bout My Baby»/«Good Lovin'» (1965)
- «Don’t Make Me Over»/«What Can I Do Today» (1966)
- «Sandy»/«I’m Gonna Have You» (1966)
- «Rumours Gossip Words Untrue»/«Now the Summer’s Gone» (1966)
- «Tremblin'»/«Something’s Coming Along» (1967)
- «Don’t Go out Into the Rain»/«One Woman Man» (1967)
- «Rainbow Morning»/«Cottonfields» (1973)
- «Hippy Hippy Shake»/«Don’t Make Me Over» (1973)
- «Dancing»/«Baby Mine» (1974)
- «Liverpool Lou»/«Sailing down to Rio» (1989)

#### Music Motors
- «Happy»/«Where Am I Going» (1970)

#### Ray Ennis & the Blue Jeans
- «What Have They Done to Hazel»/«Now That You’re Gone» (1968)
- «Sandfly»/«Hey Mrs. Housewife» (1969)